# Phyllurus amnicola
Phyllurus amnicola är en ödleart som beskrevs av  Couper, Schneider HOSKIN och COVACEVICH 2000. Phyllurus amnicola ingår i släktet Phyllurus och familjen geckoödlor. Inga underarter finns listade i Catalogue of Life.